# الجاهة
الجاهة هي مصطلح عامي ويدل على موروث اجتماعي يأخذه الأبناء عن الاباء والاجداد في المجتمعات التقليدية وخصوصا الشرقية منها، وغالباً ما يتم اللجوء إلى «الجاهة» لحل الكثير من الخلافات والعقبات التي تعترض أهل الحي أو البلدة الواحدة وحتى بين أفراد العائلة الواحدة، كما أن لها وجوداً هاماً في موضوع الخطبة حيث يصطحب أهل الخطيب معهم وجهاء وأشراف الحارة أو البلد عند خطبة إحدى البنات لابنهم وكلما كانت «الجاهة» تضم أشخاصاًَ لهم مكانتهم كان ذلك تشريفاً وتقديراً لمكانة وشأن أهل العروس، حتى إن دعوة «الجاهة» تسهم في تكبير الصورة وتدعم المواقف وتكبر من مقام الشخص الذي تتم زيارته سواء والد العروس أو أي شخص اخر.

## فوائدها الاجتماعية
تعزز الجاهة من العلاقات والمحبة بين أهل الحي أو البلد، وإذا كان هناك خلاف بين الطرفين يقوم الوفد الذي تضمه «الجاهة» بالتدخل لحله وتقريب وجهات النظر للوصول إلى القبول والموافقة.

## عبارات الجاهة
من العبارات التي تقال من قبل «الجاهة» في مناسبات الخطبة سواء عند الطبقات الفقيرة أو عند الأغنياء مع اختلاف ببعض الكلمات وطريقة الكلام حسب المنطقة واللهجات، من تلك العبارات الشهيرة (لقد دخلنا بيتكم ودسنا بساطكم وجايبين معنا هالوجوه الطيبة حتى نتشرف ونطلب يد كريمتكم ذات الحسب والنسب لتكون زوجة لابننا على سنة الله ورسوله)، هذه المجموعات من الرجال التي جاءت مع أهل الخطيب هي ما يعزز الثقة لدى أهل العريس.

## عاداتها
من العادات المعروفة خلال زيارة «الجاهة» أن يقوم أكبرهم شأناً وقدراً بعدم شرب فنجان القهوة المرة الذي يقدم له حتى يتم تلبية طلبهم حيث يسعى صاحب الضيافة أن يلبي طلبهم ليكون كبيراً بأعين زواره، ومن الضيافات المشهورة التي تقدم للزوار التين والزبيب والتين بالعجين وغيرها حسب كل منطقة وتقاليدها في الضيافة.
سيريا نيوز _ مقال عن الجاهة